# Гелалія Йоганнес
Гелалія Йоганнес (англ. Helalia Johannes, нар. 13 серпня 1980) — намібійська легкоатлетка, яка спеціалузіється в бігу на довгі дистанції та марафонському бігу.

## Спортивні досягнення
Бронзова призерка чемпіонату світу у марафонському бігу (2019).
Чемпіонка Ігор Співдружності у марафонському бігу (2018).
Бронзова призерка Ігор Співдружності у марафонському бігу (2022).
Бронзова призерка Африканських ігор у напівмарафоні (2011).
Учасниця чотирьох олімпійських марафонських забігів (2008—2021), в яких найвищим місцем на фініші було 11-е у 2012 та 2021 роках.
Рекордсменка Намібії у дисциплінах шосейного бігу.